# Raymond Herb
Raymond George Herb (conhecido como Ray Herb; Wisconsin, 22 de janeiro de 1908 — 1 de outubro de 1996) foi um físico estadunidense.
Em 1960, recebeu o título de doutor honoris causa da Universidade de São Paulo.
Em 1968 recebeu o Prêmio Tom W. Bonner de Física Nuclear. Foi membro da Academia Nacional de Ciências dos Estados Unidos.